# النار المقدسة

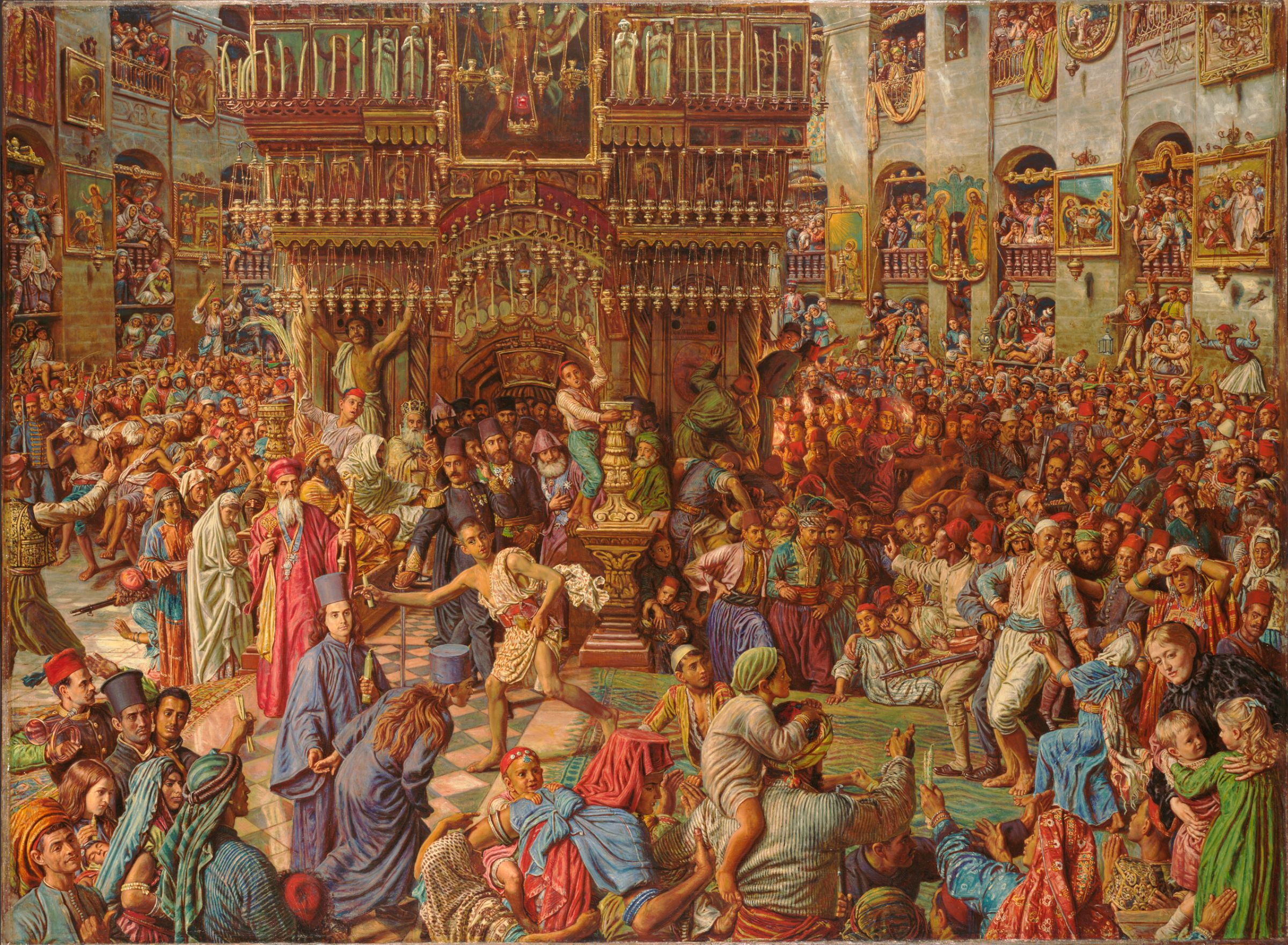
لوحة معجزة النار المقدسّة.

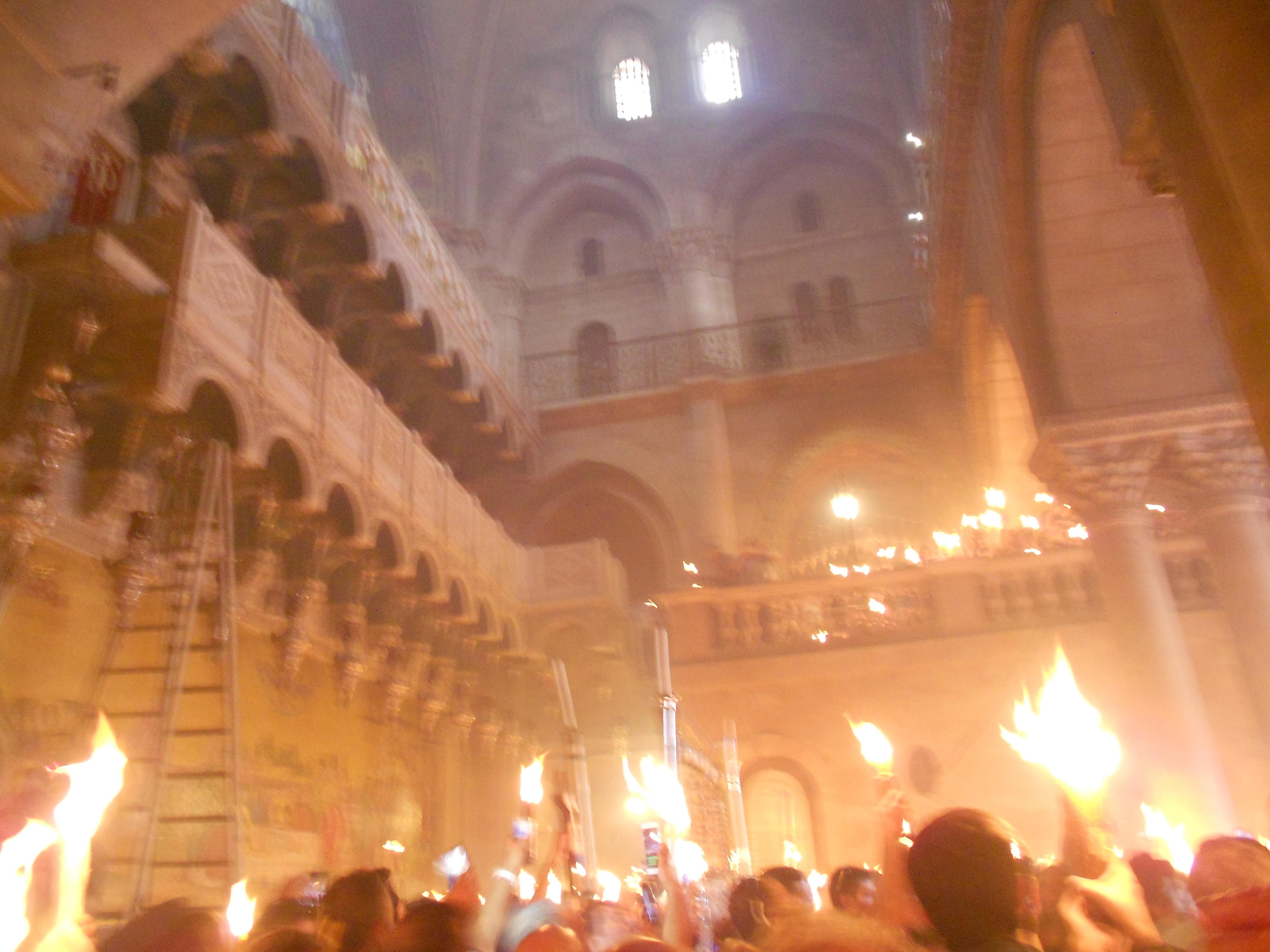
النار المقدسة عام 2018.

النار المقدسة، هكذا وصفها المسيحيون الأرثوذكس على أنها معجزة تحدث كل عام في كنيسة القيامة بالقدس يوم سبت النور أو السبت المقدس، وهو اليوم الذي يسبق عيد القيامة. يعتبرها الكثيرون من أكثر المعجزات المصدق عليها في أنحاء العالم المسيحي. وقد وُثقت المعجزة أول مرة عام 1106 م. وذُكرت قبل هذا التاريخ ولكن بصورة متقطعة. ويُشاهد حفل ظهور النار المقدسة مباشرةً في جورجيا واليونان وروسيا وبيلاروس ورومانيا وأوكرانيا وبلغاريا وقبرص ولبنان. وأيضًا في دول أخرى ذات أقلية مسيحية أرثوذكسية كبيرة مثل مصر. بل ويتم إحضار الشعلة المقدسة إلى بلدان أرثوذكسية معينة مثل روسيا وبيلاروس وأوكرانيا واليونان وقبرص وبلغاريا ورومانيا وصربيا ومقدونيا الشمالية والجبل الأسود وسوريا والأردن ولبنان في رحلات جوية خاصة وسط احتفال مهيب بحضور كبار الرجال والرؤساء.

## وصف
في يوم سبت النور يقوم بطريرك الروم الأرثوذكس ومعه رئيس أساقفة الأرمن بمسيرة كبيرة ومعهم كثير من رجال الدين من كل أنحاء العالم يرددون الترانيم والأناشيد. يطوفون ثلاث مرات حول كنيسة القيامة بالقدس ثم يأتي بطريرك اورشاليم أو رئيس أساقفة الأرثوذكس ويقوم بقراءة صلاة معينة ثم يبدأ بخلع ملابسه ويدخل القبر وحده الذي هو قبر السيد المسيح. ويتم فحص البطريرك دون الفحص الدقيق قبل الدخول من قبل سلطات الاحتلال الإسرائيلية للتأكد من انه لا يحمل أي مادة أو وسيلة لإشعال النار كما يتم فحص القبر أيضًا. هذا الفحص كان يتم سابقًا على يد العثمانيين حيث كان الجنود العثمانيين المسلميين يتولون مهمة فحص البطريرك قبل دخوله إلى القبر. ويبقى رئيس أساقفة الأرمن منتظرًا في موضع ظهور الملاك لمريم المجدلية ليبشرها بقيامة المسيح. في حين يردد الجمهور المنتظر خارج القبر (كيريا لايسون) و هي كلمه يونانية تعنى يا رب ارحم. ثم بعد ذلك تنزل النار المقدسة على 33 شمعة بيضاء مرتبطة ببعضها بواسطة البطريرك داخل القبر ثم يكشف البطريرك عن نفسه ويقوم بإشعال 33 أو 12 شمعة أخرى ليتم توزيعها على المصليين في الكنيسة لتكون شعلة مضيئة بقوة القيامة وبأن المسيح قد قام وهزم الموت و النار المقدسة لا تحرقهم أو تؤذيهم عند ملامستها ولا تحرق الجلد الخارجي للجسم ولا تحرق الشعر أو الوجه. أيضًا هناك العديد من الأفلام على مواقع مثل يوتيوب تظهر فيها مشاهد لأشخاص حاضرين للحظة خروج النار المقدسة ويبدأون بملامستها والإمساك بالشعلة، ومع ذلك، لا يمكن العثور على دليل في الفيديوهات يثبت أنهم يمسكون بالنار لفترة طويلة لإظهار عدم قدرتها على إحراقهم.
ووصف بطريرك القدس ديودوروس عملية نزول النار المقدسة كالآتى:
اتجهٌ في طريقي خلال الظلام نحو القبر ثم أركع على ركبتي. هنا اردد بعض الصلوات التي أتت إلينا وعرفناها منذ قرون. ثم أنتظر لبعض الوقت. في بعض الأحيان قد أنتظر لبضعة دقائق. لكن في العادة تحدث المعجزة فوراً بعد أن أنهي صلاتي. من صميم الحجر نفسه الذي وضع عليه السيد المسيح تخرج النار. وتكون عادةً بالون الأزرق ولكن قد يتغير اللون ويتخذ اشكال وألوان مختلفة لا يمكن وصفها لعقل بشري. ضوء وضباب يرتفعان وتخرج الشعلة المضيئة التي تتخذ شكلاً مختلفاً كل عام. في بعض الأحيان يغطي النور الحجر (مكان موضع المسيح) فقط. بينما في أحيان أخرى يغطي الضوء الغرفة كلها حتى أن الناس الموجودة خارج القبر يستطيعون ان يروا الضوء المنبعث من القبر. وهذا النور لا يحرق حيث لم تحرق لحيتي من النار المقدسة على مدى 16 سنة كنت فيها بطريركاً للقدس. هذا الضوء يكون مختلفاً عن الضوء المنبعث من النار العادية التي تحرق في المصباح الزيتى. في مرحلة ما يخرج النار ويتكون على شكل عمود وتبدو النار ان طبيعتها مختلفة. وأكون قادراً على إشعال الشموع بسهولة ثم أتوجه خارج القبر واعطي النار المقدسة أولا إلى بطريرك الأرمن ثم إلى الأقباط وفي النهاية توزع النار على جميع الموجودين في كنيسة القيامة.

## الانتقادات
ظهرت الكثير من الأسئلة والتشكيك في صحة النار المقدسة. على سبيل المثال. إن الأيادى الباردة من الحجاج تستطيع عموماً ان تصمد عند ملامسة النار المقدسة نفس الفترة من الوقت مع أي نار أخرى.
تاريخ الانتقادات يعود إلى أيام الحكم الإسلامي للقدس. ولكن هذا لم يوقف حجاج بيت المقدس أبداً عن الحج وذلك بسبب الدخل الكبير للحكومة المحلية من عائدات الحج حتى في نهاية الالفية الأولى.
عندما امسك الصليبيين بزمام الأمور في القدس قاموا بطرد رجال الدين الأرثوذكس فتوقفت النار عن الظهور مما زاد من شكوك المسيحيين الغربيين ولكن مع عدم وجود عائدات حج نتيجة لتوقف ظهور النار المقدسة قام بالدوين الأول بإعادة الكهنة الأرثوذكس فعادت النار إلى الظهور من جديد وكذلك عادت إيرادات الحج.
وفي عام 1238 م ندد البابا غريغورى التاسع بالنار المقدسة وقال انها مزورة. كذلك إدعى المسافر العثماني اوليا جلبي ان هناك قنديل داخل القبر مخفي من قبل الرهبان ويتم من خلاله اشعال النار.
كتب ادوارد جيبون بعبارات استهجان عن الظاهرة في كتاب «تاريخ انحطاط وسقوط الامبراطورية الرومانية»:
هذا غش وخداع يقوم به رجال الدين من الطوائف اليونانية والأرمنية والقبطية ليخدعوا المشاهدين السذج لمصلحتهم الشخصية.
قام بعض اليونانيين بانتقاد ظاهرة النار المقدسة مثل لورياس ادامانتيوس الذي أدان ما اعتبره احتيال رجال الدين في بحثه «على ضوء القدس الشريفة» وأشار إلى هذا الحدث بأنه مكائد احتيالية بأن الضوء الذي يخرج من القبر هو ضوء غير مقدس. وفي عام 2005 م في مظاهرة على الهواء مباشرةً من التلفزيون اليوناني. قام مايكل كالويولس (وهو كاتب ومؤرخ دينى) بصنع ثلاث شموع وأضاف لهم الفسفور الأبيض واشتعلت الشموع بشكل عفوى بعد حوالى 20 دقيقة نظرا لأن الفسفور الأبيض له خصائص الإشعال الذاتى حين ملامستهٌ للهواء.